# Groupement d'infanterie no 2
Cet article court présente un sujet plus développé dans : Groupement d'infanterie (1946-1948).
Le groupement d'infanterie no 2 (GI 2) est une unité de l'Armée de terre française, active de 1946 à 1948.

## Composition
Sa composition est la suivante :
- 151e régiment d'infanterie (venu de la 2e DIM),
- Ier groupe du 39e régiment d'artillerie (ancien I/63e RAA de la 2e DIM),
- Compagnie du génie 33/2,
- 152e détachement de quartier-général, 152e détachement de transmissions, 452e compagnie de transports, 152e compagnie de ramassage sanitaire, 152e compagnie de réparation, 152e détachement d'intendance.

En avril 1947, le 151e RI devient la 2e demi-brigade d'infanterie, à quatre bataillons : 26e bataillon d'infanterie, 150e bataillon d'infanterie, 151e bataillon d'infanterie et bataillon de commandement no 2.

## Historique
Formé le 1er mai 1946, le GI no 2 est stationné à Sarrebourg. Il reprend les traditions de la 2e division d'infanterie marocaine (2e DIM).
Début 1947, le groupement met sur pied un bataillon de marche envoyé en Indochine. Lors des grèves de novembre 1947 en France, le GI no 2 forme les 226e et 351e bataillons d'infanterie avec des réservistes maintenus ou rappelés.
Le GI no 2 est dissous le 31 décembre 1948 : le BC 2 et les 150e et 151e BI forment le 150e RI tandis le 26e BI forme le 26e RI.

## Commandants
Le GI no 2 est commandé par le colonel Coué puis par le colonel Jeanjean.